# Peter Leonidovič Kapica
Peter (Pjotr) Leonidovič Kapica (rusko Пётр Леони́дович Капи́ца, romunsko Petre Capița), ruski fizik romunsko-poljskega porekla * 9. julij 1894, Kronštadt, Ruski imperij (sedaj Rusija), † 8. april 1984, Moskva, Sovjetska zveza (sedaj Rusija). Vodil je Inštutut za nizke temperature, ki ga je ustanovil. Kapica je leta 1978 prejel Nobelovo nagrado za fiziko »za osnovni izum in odkritja na področju fizike zelo nizkih temperatur.«